# Claude-Donat Jardinier
Claude-Donat Jardinier, né en 1726 à Paris où il est mort en 1774, est un graveur, miniaturiste et pastelliste français.

## Biographie
Il a été élève de Jacques-Philippe Le Bas, de Nicolas-Gabriel Dupuis et de Laurent Cars. Il produit des gravures estimées.

## Œuvres
Liste donnée par Dezobry et Bachelet, Dictionnaire de biographie.
- Vierge portant l'Enfant Jésus, d'après Carlo Maratta
- Portrait de Mlle Clairon

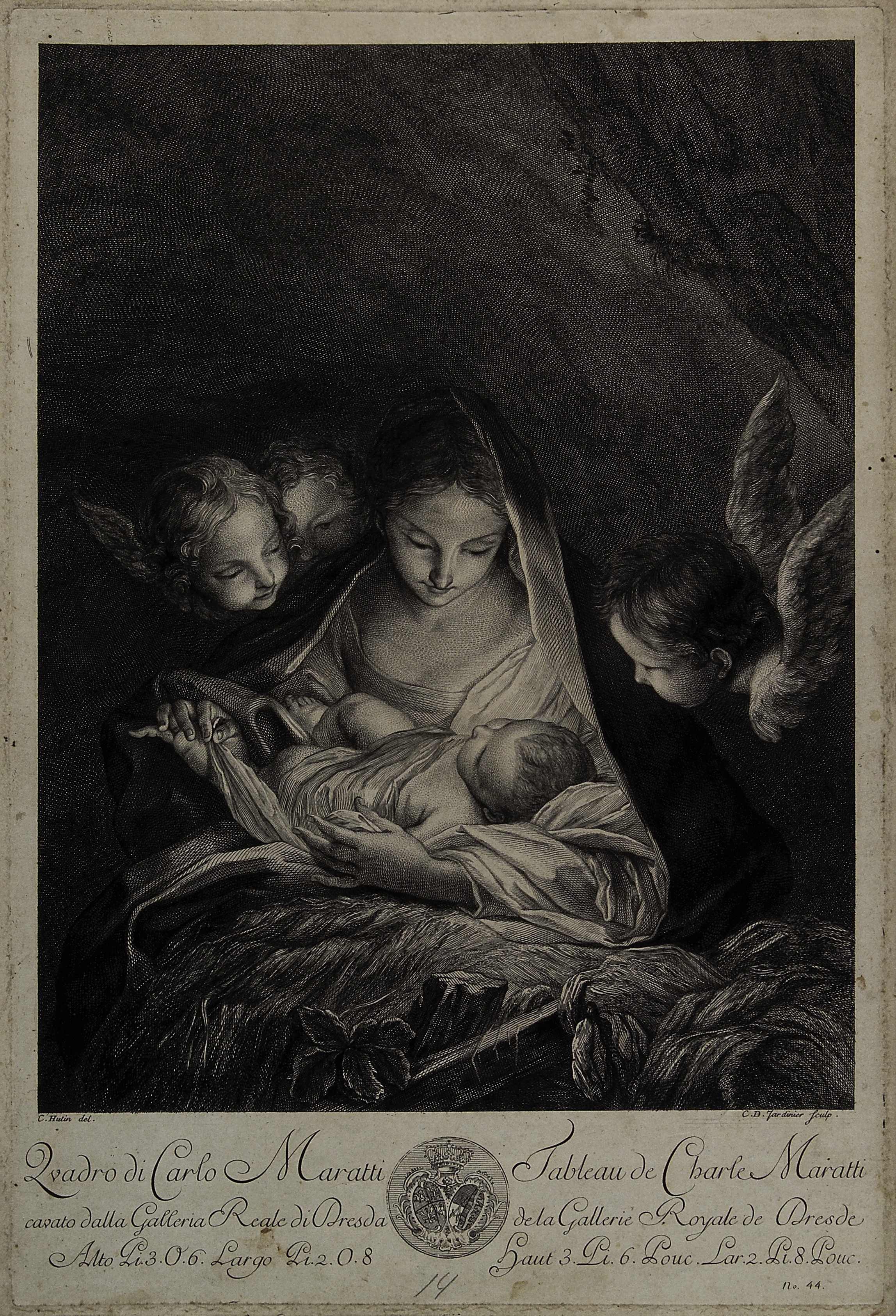
Vierge portant l'Enfant Jésus.

- Le Génie de l'honneur et de la gloire, d'après Annibale Carracci
- Le Silence, d'après Jean-Baptiste Greuze